# Racing Club Anvers-Deurne
À ne pas confondre avec le Royal Antwerp Football Club (mat 1), dont le stade est situé à Duerne, ni avec le K Rochus FC Deurne (mat 665), qui porta le nom Racing Deurne entre 1937 et 1944.
Dernière mise à jour : 30 mai 2011.
Le Racing Club Anvers-Deurne est un ancien club de football belge, localisé à Deurne, dans la banlieue anversoise. Le club est fondé en 1909 sous le nom Saint-Ignace SC Anvers (Sint-Ignatius en néerlandais). Il reçoit le matricule 29 en décembre 1926, et change ensuite de nom en 1930 pour Racing Club Anvers-Deurne. Trois ans plus tard, il fusionne avec le Borgerhout SK, porteur du matricule 84, et est radié des listes de la Fédération belge. Il passe 8 saisons en séries nationales, dont 4 au deuxième niveau.

## Histoire
En 1909, des anciens élèves de l'école Saint-Ignace d'Anvers décident de créer une équipe de football. Ils l'appellent Saint-Ignace SC Anvers, et s'affilient à l'UBSSA dans la foulée. Le club est versé dans les séries régionales anversoises. Le club rejoint la Promotion, alors second niveau national, en 1923, après que la Fédération eut dédoublé ce niveau. Les trois premières saisons qu'il dispute en Promotion se soldent toutes par de bons résultats, dont le point d'orgue est une troisième place en 1925. En décembre 1926, le club reçoit le matricule 29, puis il termine avant-dernier en championnat, et est relégué au troisième niveau national, créé cette même saison.
Après deux saisons en Promotion, nom dont avait hérité le troisième niveau national à sa création, le club est relégué vers les séries provinciales. En 1930, il change son nom pour Racing Club Anvers-Deurne, et revient en Promotion en 1931. Il y reste deux saisons, puis en 1933, il fusionne avec le Borgerhoutsche Sportkring, porteur du matricule 84, pour former le Racing Club Borgerhout. Le club fusionné conserve le matricule 84 de Borgerhout, et le matricule 29 de Saint-Ignace est radié. 

## Résultats dans les divisions nationales
Statistiques clôturées, club disparu

### Bilan
| Niv | Divisions     | Jouées | Titres | TM Up | TM Down |
| --- | ------------- | ------ | ------ | ----- | ------- |
| I   | 1re nationale | 0      | 0      |       |         |
| II  | 2e nationale  | 4      | 0      |       |         |
| III | 3e nationale  | 4      | 0      |       |         |
| IV  | 4e nationale  | 0      | 0      |       |         |
| V   | 5e nationale  | 0      | 0      |       |         |
|     |               |        |        |       |         |
|     | TOTAUX        | 8      | 0      | 0     | 0       |

- TM Up : test-match pour départager des égalités, ou toutes formes de Barrages ou de Tour final pour une montée éventuelle.
- TM Down : test-match pour départager des égalités, ou toutes formes de Barrages ou de Tour final pour le maintien.

### Classements saison par saison
| Ordre               | Saison  | Nom du club                                                   | Niveau                                                        | Classement final                                              | Remarques                                                     |
| ------------------- | ------- | ------------------------------------------------------------- | ------------------------------------------------------------- | ------------------------------------------------------------- | ------------------------------------------------------------- |
| 1                   | 1923-24 | St-Ignace SC Anvers                                           | Promotion (D2) série A                                        | 7e/14                                                         |                                                               |
| 2                   | 1924-25 | St-Ignace SC Anvers                                           | Promotion (D2) série B                                        | 3e/14                                                         |                                                               |
| 3                   | 1925-26 | St-Ignace SC Anvers                                           | Promotion (D2) série A                                        | 5e/14                                                         |                                                               |
| 4                   | 1926-27 | St-Ignace SC Anvers                                           | Division 1 (D2)                                               | 13e/14                                                        | Relégué!                                                      |
| 5                   | 1927-28 | St-Ignace SC Anvers                                           | Promotion (D3) série A                                        | 10e/14                                                        |                                                               |
| 6                   | 1928-29 | St-Ignace SC Anvers                                           | Promotion (D3) série A                                        | 13e/14                                                        | Relégué!                                                      |
| séries provinciales |         |                                                               |                                                               |                                                               |                                                               |
| 7                   | 1931-32 | RC Anvers-Deurne                                              | Promotion (D3)série B                                         | 8e/14                                                         |                                                               |
| 8                   | 1932-33 | RC Anvers-Deurne                                              | Promotion (D3)série B                                         | 9e/14                                                         |                                                               |
| -                   | 1933    | Le club fusionne avec Borgerhout, son matricule 29 est radié. | Le club fusionne avec Borgerhout, son matricule 29 est radié. | Le club fusionne avec Borgerhout, son matricule 29 est radié. | Le club fusionne avec Borgerhout, son matricule 29 est radié. |